# Neodartus tsaratananus
Neodartus tsaratananus är en insektsart som beskrevs av Evans 1954. Neodartus tsaratananus ingår i släktet Neodartus och familjen dvärgstritar. Inga underarter finns listade i Catalogue of Life.